# スリナムゴウカン

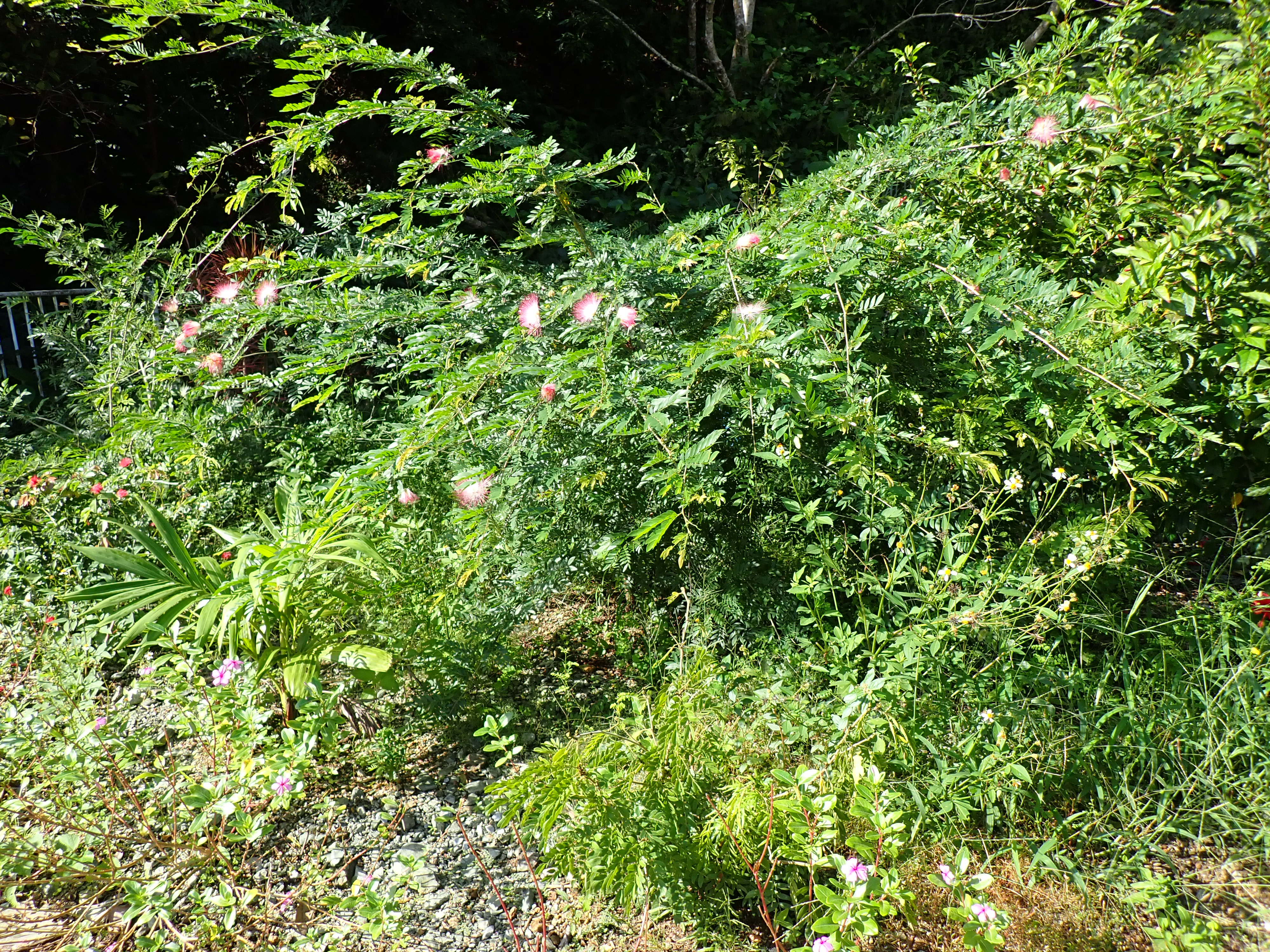
樹姿（2024年10月 沖縄県名護市）

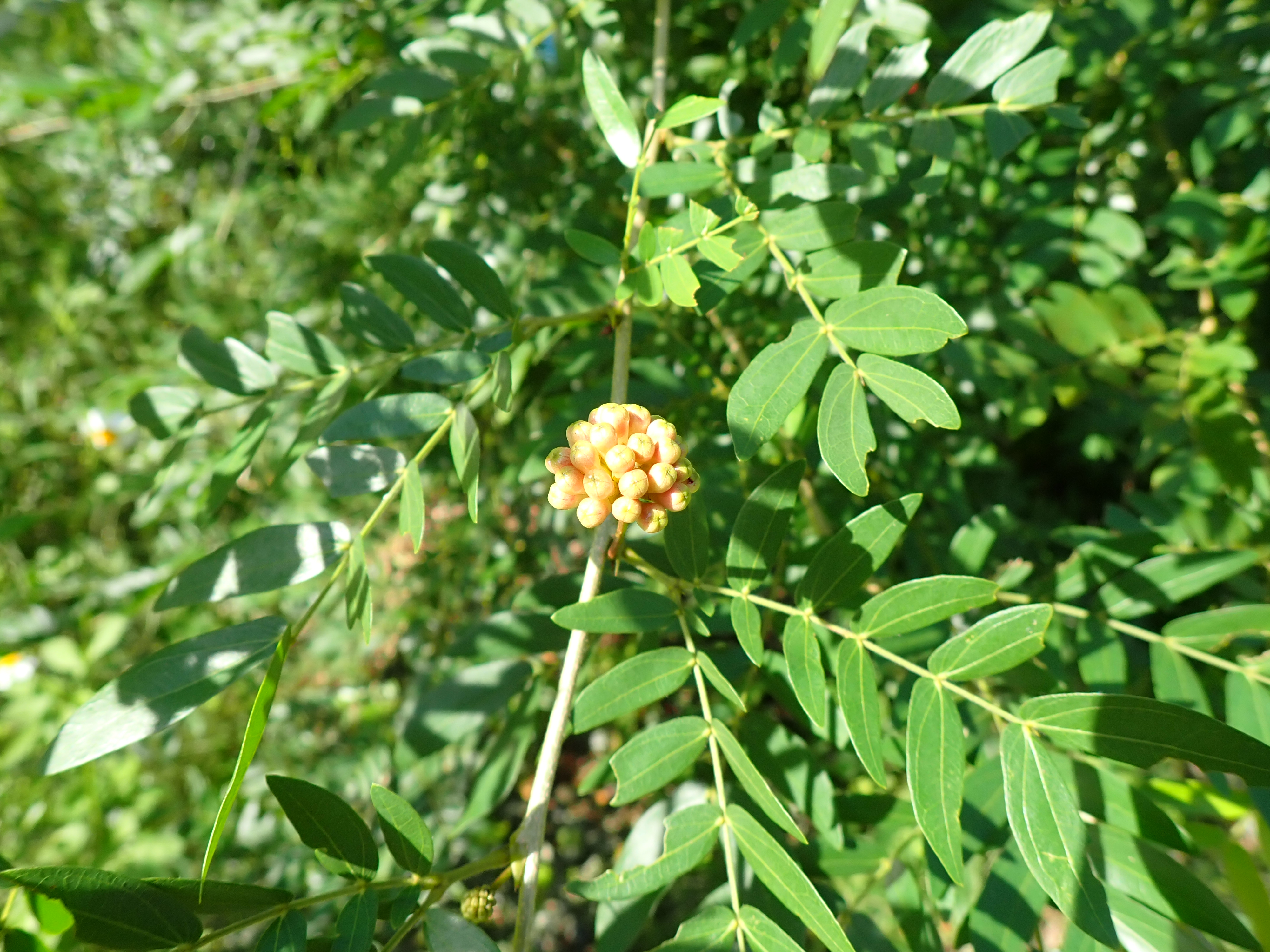
蕾（2024年10月 沖縄県名護市）

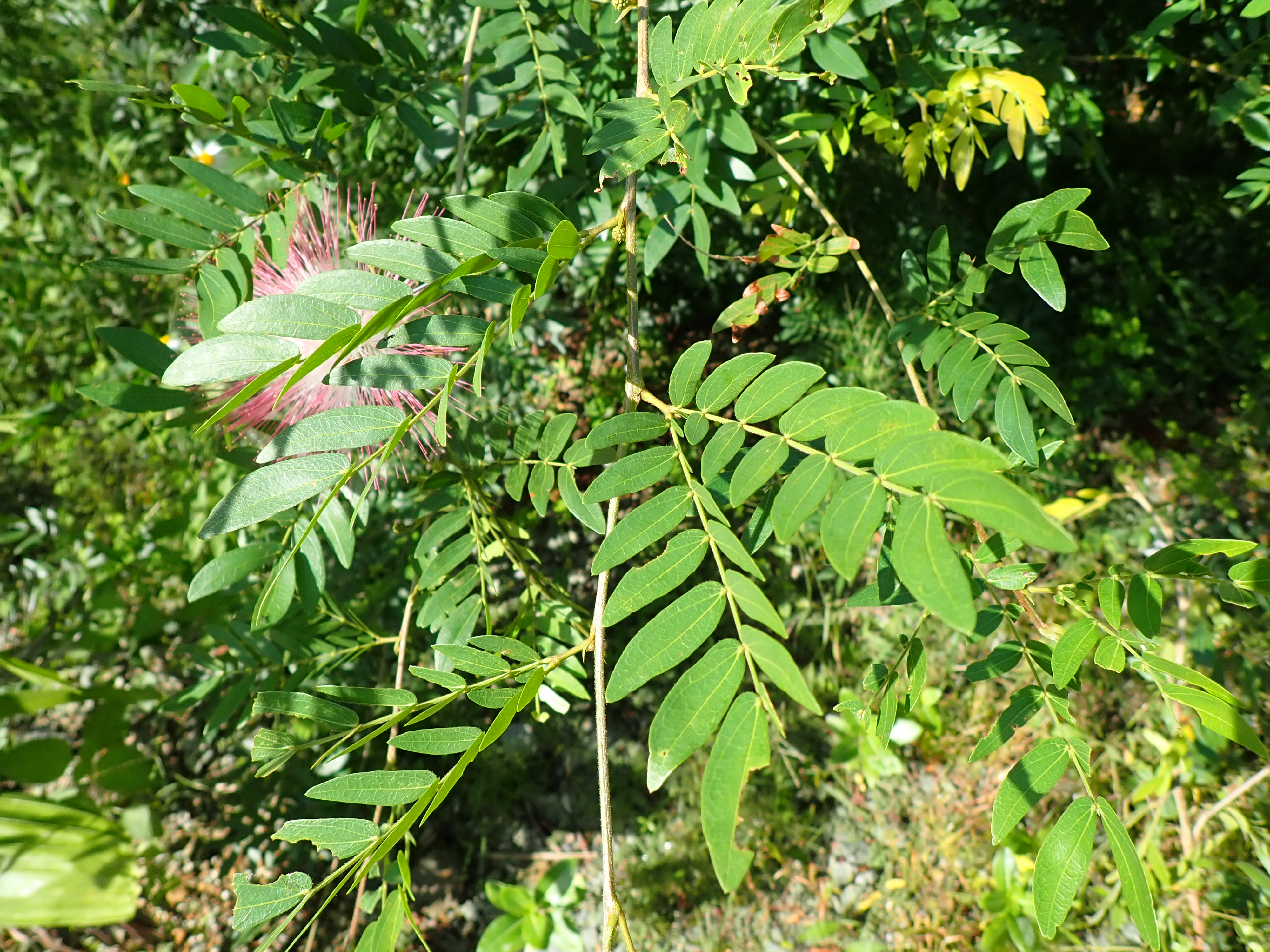
2回偶数羽状複葉（2024年10月 沖縄県名護市）

スリナムゴウカン（学名：Calliandra surinamensis）は、マメ科（旧ネムノキ亜科）ベニゴウカン属（カリアンドラ属）の半つる性常緑低木。

## 特徴
高さ3 mほど。ベニゴウカン属は一般に根元から分枝した樹姿だが、本種は幹上部から分枝し傘状に広がる。葉は2回偶数羽状複葉（羽片1対）で互生し、小葉は8–12対。小葉長は1.5 cmほど。多数の花が半球形の頭状花序を形成する。雄しべはピンク色で、付け根は白い。葯は黄色。同属のオオベニゴウカンは赤い花を冬～春に咲かせるが、本種の花期は春～秋。

## 原産地
スリナムを含む中南米（ギアナ～ブラジル）原産。POWOでもコロンビア～ブラジル北部原産としている。

## 利用
公園や庭園に利用。土壌は選ばないが、日当たりが良く排水良好な土層の深い場所が良い。剪定は花期が終わってから行う。摘芯すれば枝数が増えて花が多くなる。病虫害は少ない。繁殖は種子、挿し木、取り木による。